# Meia Maratona Internacional de Fortaleza
Meia Maratona Internacional de Fortaleza é uma corrida de rua realizada anualmente na cidade de Fortaleza, Brasil, no dia 13 de abril, em comemoração ao aniversário do município e do Exército Brasileiro. Reúne milhares de participantes, entre eles corredores de outros países, como Portugal, Espanha, França, Itália, Quênia e Marrocos, é considerada a maior corrida do norte e nordeste do país e faz parte do calendário oficial da Confederação Brasileira de Atletismo.
| Ano               | Homens                        | Equipe | Tempo    | Mulheres                  | Equipe | Tempo     | Ref   |
| ----------------- | ----------------------------- | ------ | -------- | ------------------------- | ------ | --------- | ----- |
| 12ª edição - 2014 | Edson Amaro Arruda dos Santos |        | 1h8min12 | Caroline Jepkenei Kinosop |        | 1h22min33 | [ 3 ] |